# Christopher Collins (Schauspieler)
Christopher Charles Collins (* 30. August 1949 in Orange, New Jersey, USA; † 12. Juni 1994 in San Buenaventura, Kalifornien, USA) war ein US-amerikanischer Filmschauspieler und Stand-Up-Komiker.
Collins, oft auch unter seinem Pseudonym Chris Latta in den Credits erwähnt, tourte in den späten 1980er und frühen 1990er Jahren mit seinem Comedy-Programm durch die Staaten. Er selbst galt als guter Freund des Filmschauspielers Stephen Sisk.
Collins sollte ursprünglich C. Montgomery Burns, dem Besitzer des Kernkraftwerks in Die Simpsons die Stimme leihen, doch nicht näher bekannte Umstände führten dazu, dass Harry Shearer nach nur wenigen Episoden, die Collins bereits gesprochen hatte, für den Part eingesetzt wurde. Daraufhin sollte Collins Moe den Bartender sprechen, wurde dieses Mal jedoch von Hank Azaria verdrängt.
Dennoch galt er als viel gebuchter Sprecher, speziell in der Zeichentrickserie Action Force – Die neuen Helden in der er sowohl Cobra Commander als auch Gung-Ho, als auch The Transformers in der er unter anderem Starscream, Wheeljack und viele mehr seine Stimme lieh. Collins starb im Alter von 44 Jahren an einer plötzlich aufgetretenen Gehirnblutung.

## Filmografie (Auswahl)

### Fernsehserien
- 1989: Raumschiff Enterprise: Das nächste Jahrhundert (Star Trek: The Next Generation)
- 1992: Seinfeld
- 1993–1994: Star Trek: Deep Space Nine
- 1993–1994: Eine schrecklich nette Familie (Married with Children)
- 1994: New York Cops – NYPD Blue (NYPD Blue)

### Spielfilme
- 1991: Blue Heat – Hilf dir selbst oder stirb (Blue Desert)
- 1991: Der große Blonde mit dem schwarzen Fuß (True Identity)
- 1992: Stop! Oder meine Mami schießt! (Stop! Or My Mom Will Shoot)
- 1992: Sanfte Augen lügen nicht (A Stranger Among Us)